# Reno Bighorns 2014-2015
La stagione 2014-15 dei Reno Bighorns fu la 7ª nella NBA D-League per la franchigia.
I Reno Bighorns arrivarono terzi nella West Division con un record di 20-30, non qualificandosi per i play-off.

## Roster
|    | Naz.                   | Ruolo | Sportivo          | Anno | Alt. | Peso |
| -- | ---------------------- | ----- | ----------------- | ---- | ---- | ---- |
| 2  | Stati Uniti (bandiera) | A     | David Wear        | 1990 | 208  | 102  |
| 7  | Stati Uniti (bandiera) | A     | Jordan Burris     | 1992 | 201  | 100  |
| 7  | Canada (bandiera)      | G     | Brady Heslip      | 1990 | 185  | 82   |
| 9  | Stati Uniti (bandiera) | GA    | Jordan Hamilton   | 1990 | 201  | 100  |
| 9  | Stati Uniti (bandiera) | G     | Reggie Moore      | 1989 | 185  | 81   |
| 10 | Stati Uniti (bandiera) | G     | Ra'Shad James     | 1990 | 185  | 88   |
| 11 | Stati Uniti (bandiera) | G     | David Stockton    | 1991 | 180  | 75   |
| 12 | Stati Uniti (bandiera) | G     | Tajuan Porter     | 1988 | 170  | 70   |
| 17 | Stati Uniti (bandiera) | G     | Stefhon Hannah    | 1985 | 185  | 79   |
| 17 | Stati Uniti (bandiera) | G     | Melvin Johnson    | 1990 | 198  | 77   |
| 17 | Stati Uniti (bandiera) | G     | Coby Karl         | 1983 | 196  | 98   |
| 18 | Stati Uniti (bandiera) | G     | Cameron Ayers     | 1991 | 196  | 92   |
| 18 | Stati Uniti (bandiera) | G     | Andrew Warren     | 1987 | 198  | 95   |
| 19 | Stati Uniti (bandiera) | G     | Reggie Hearn      | 1991 | 193  | 95   |
| 19 | Stati Uniti (bandiera) | G     | Durrell Summers   | 1990 | 1996 | 93   |
| 22 | Stati Uniti (bandiera) | A     | Keith Chamberlain | 1987 | 206  | 109  |
| 22 | Stati Uniti (bandiera) | A     | Quincy Miller     | 1992 | 206  | 95   |
| 22 | Stati Uniti (bandiera) | G     | Dar Tucker        | 1988 | 193  | 93   |
| 23 | Finlandia (bandiera)   | A     | Joonas Cavén      | 1993 | 211  | 100  |
| 23 | Stati Uniti (bandiera) | A     | Austin Witter     | 1991 | 203  | 88   |
| 32 | Camerun (bandiera)     | C     | Alfred Aboya      | 1985 | 206  | 111  |
| 32 | Stati Uniti (bandiera) | A     | Christian Watford | 1991 | 206  | 105  |
| 33 | Stati Uniti (bandiera) | AC    | Eric Moreland     | 1991 | 208  | 99   |
| 33 | Stati Uniti (bandiera) | C     | Ty Walker         | 1989 | 211  | 104  |
| 44 | Canada (bandiera)      | C     | Sim Bhullar       | 1992 | 226  | 161  |

## Staff tecnico
- Allenatore: David Arseneault
- Vice-allenatori: Ben McDonald, Ross McMains, Scott Schroeder
- Preparatore atletico: Jervae Odom